# Ruppertsburg
Ruppertsburg ist ein Ortsteil der Stadt Laubach im mittelhessischen Landkreis Gießen. Zum Ortsteil gehören auch die Siedlungsplätze Friedrichshütte und Henriettenhof.

## Geografische Lage
Ruppertsburg liegt auf einem Bergrücken am Rande des Naturparks Vulkanregion Vogelsberg an der Horloff, südwestlich von Laubach.
Durch den Ort führt die Landesstraße 3137. Die Bahnstrecke Villingen–Friedrichshütte verlief von 1890 bis zur Stilllegung im Jahre 1959 durch den Ort.

## Geschichte

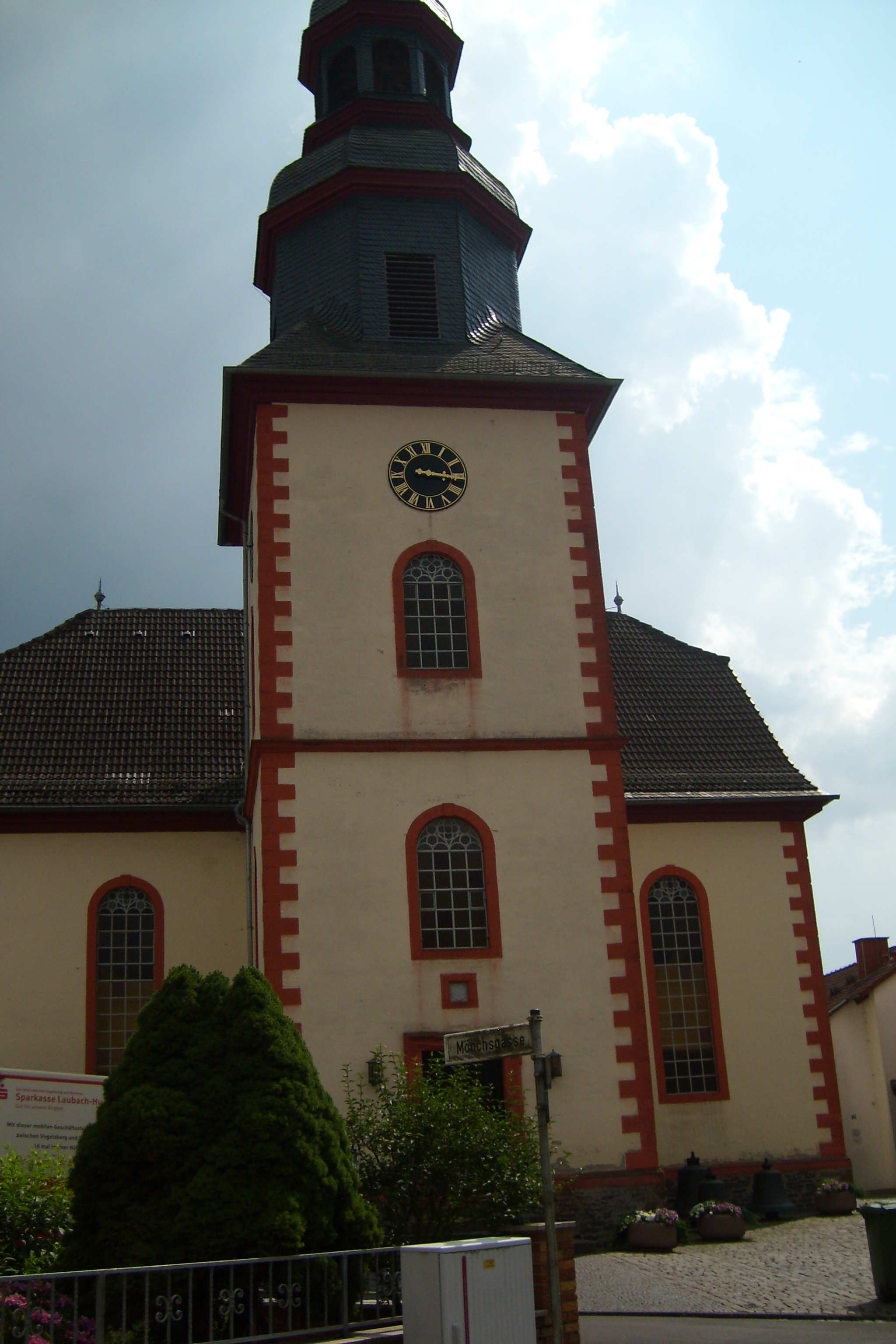
Die 1757 eingeweihte Kirche

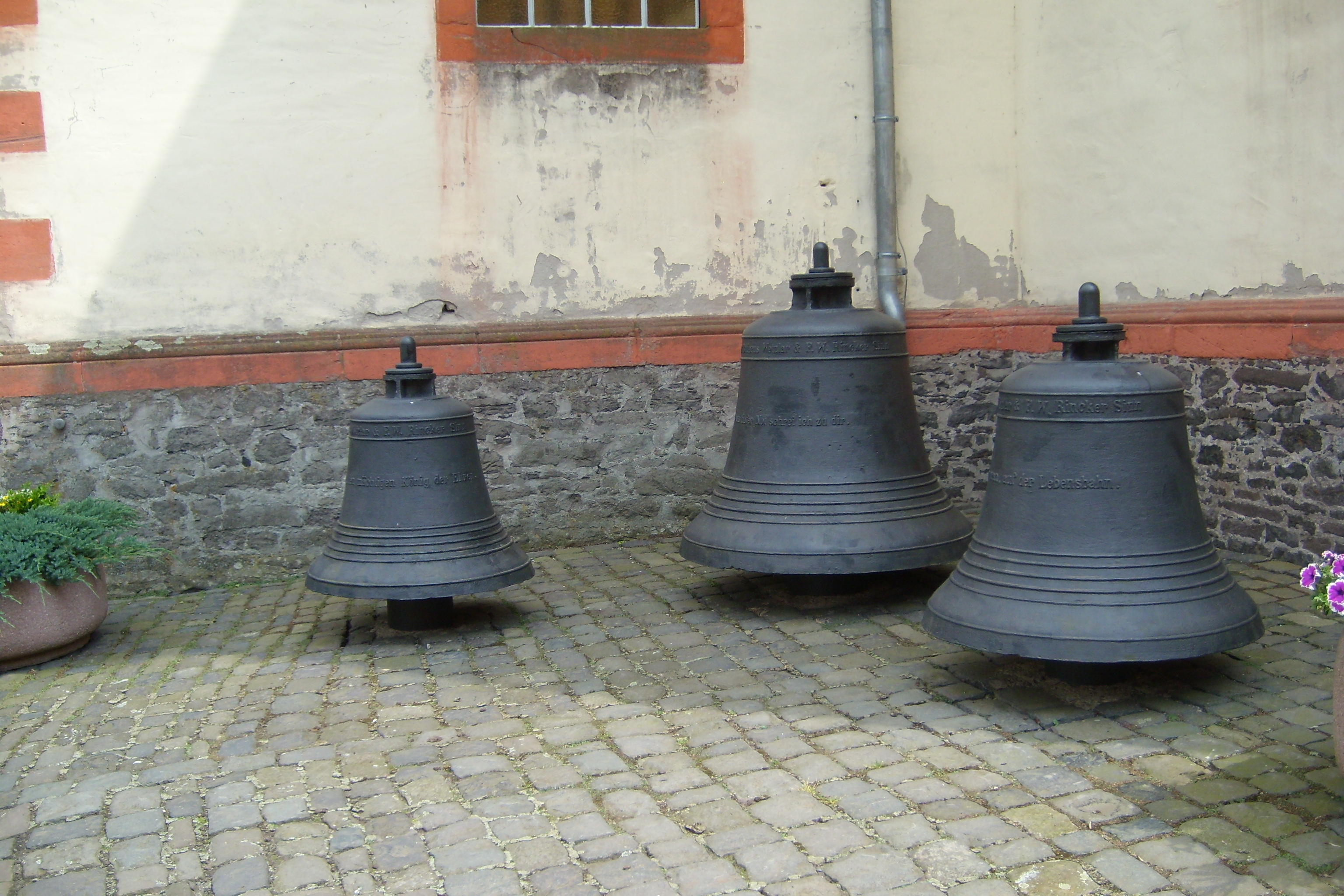
Alte Glocken aus der Buderus´schen Eisengießerei am Eingang der Kirche

1183 beurkundete Abt Siegfried von Hersfeld, dass er den bislang unbesiedelten dahin unbewohnten Landrücken oberhalb der Horloff, Ruberstisberc genannt, ohne die Hilfe des dortigen Vogtes Kuno I. von Münzenberg nicht urbar machen könne. Daher belehnte der Abt diesen mit der Hälfte der jetzigen und künftigen Erträge der künftigen Ansiedlung.

### Historische Namensformen
In erhaltenen Urkunden wurde Ruppertsburg unter den folgenden Namen erwähnt (in Klammern das Jahr der Erwähnung):
- Ruberstisberc (1183) [Flurname, Tangl, Schrifttafeln 3 Tafel 87, Textband S. 46f = Wenck, Hessische Landesgeschichte 3, Nr. 84]
- Ruperathisburg, zu (1366) [Baur, Hessische Urkunden 1 (Starkenburg und Oberhessen), Nr. 1009]
- Rupperachtisburg, czu (1378) [Baur, Hessische Urkunden 1 (Starkenburg und Oberhessen), Nr. 1102]

### Ortsgeschichte
1397 erhielt Graf Philipp VII. von Falkenstein-Münzenberg von König Wenzel die Erlaubnis zur Errichtung eines Galgens für den Ort.
Bislang zur Herrschaft Münzenberg gehörend gelangte der Ort im Zuge der Münzenberger Erbschaft an die Grafen zu Solms und in Nachfolge der Solms´schen Teilung im Jahr 1432 an die Johannische Linie des Hauses Solms.
Laut den Solmser Urkunden zahlten die Einwohner von Ruppertsburg im Jahr 1450 eine jährliche Bede von 40 Gulden an ihren Grundherren, den Grafen Johann von Solms. Dazu verpachtete er ihnen ab diesem Jahr für zusätzliche zwei Gulden den zwischen Ruppertsburg und dem gewüsteten Dorf Horloff gelegenen Wald, den sogenannten Horloffer Steinbühl, vorbehaltlich einer Wiederbesiedlung von Horloff.
Auch das Kloster Arnsburg hatte Besitzungen in Ruppertsburg; diese wurden 1489 an das Antoniterkloster Grünberg verkauft.
Verwaltungsrechtlich gehörte Ruppertsburg 1820 zum Amt Laubach, wurde 1822 dem Kreis Hungen und 1837 dem Landkreis Grünberg zugeordnet. 1848 kam Ruppertsburg zum Regierungsbezirk Gießen, 1852 in den Kreis Schotten und 1938 in den Kreis Gießen bzw. von 1977 bis 1979 in den Lahn-Dill-Kreis alten Zuschnitts.
Bis 1548 gehörte Ruppertsburg zur Pfarrei Laubach, danach wurde es Filialgemeinde von Gonterskirchen. 1720 wurde die Kirchengemeinde eigenständig, als erster Pfarrer wird Johann Theodor Seiler (bis 1725) genannt. Das Kirchenpatronat lag bei den Grafen zu Solms-Laubach. 1757 wurde nach siebenjähriger Bauzeit die Kirche eingeweiht.
Für 1830 sind elf Einwohner jüdischer Religion verzeichnet, 1932 lebten zwei jüdische Familien im Ort.
1965 waren von 790 Einwohnern 50 katholischen Glaubens.
Hessische Gebietsreform (1970–1977)
Im Zuge der Gebietsreform in Hessen wurde die Gemeinde Ruppertsburg am 31. Dezember 1970 auf freiwilliger Basis in die Stadt Laubach eingemeindet. Für den Stadtteil Ruppertsburg wurde, wie für die anderen eingemeindeten ehemals eigenständigen Gemeinden von Laubach, je ein Ortsbezirk eingerichtet.

### Wirtschaftsgeschichte
In den Solmser Urkunden finden sich in den Jahren 1557 sowie 1631 und in den folgenden Jahren Mühlen beurkundet.
Im Jahre 1707 gründete Graf Friedrich Ernst zu Solms-Laubach am Rand der Gemarkung Ruppertsburg in Richtung Gonterskirchen die Friedrichshütte. Sie besteht noch heute. Im Jahre 1717 übernahm Johann Wilhelm Buderus I zunächst die Gesamtleitung des Hüttenbetriebes, ab dem 14. März 1731 dann als Pächter. Dieses Datum gilt als Gründungsdatum der heute weltweit agierenden Buderus AG. Die Friedrichshütte selbst wurde 1870 von Julius Römheld gepachtet, der sie 1879 um ein Eisenwerk erweiterte. Die heutige Maschinenfabrik Römheld in Ruppertsburg wurde 1967 errichtet und ist der größte Arbeitgeber im Ort.
Die kunstgeschichtlich interessante Grabstätte der Familie Buderus befand sich bis 2002 in Ruppertsburg. Bis 2017 befanden sich die Grabmale im Firmenmuseum der Buderus AG in Hirzenhain und wurden durch den Heimatkundlichen Geschichtsverein Ruppertsburg wieder zurückgeholt. Heute befinden sie sich auf dem Friedhof in Ruppertsburg.

### Verwaltungsgeschichte im Überblick
Die folgende Liste zeigt die Staaten und Verwaltungseinheiten, denen Ruppertsburg angehört(e):

- vor 1806: Heiliges Römisches Reich, Grafschaft Solms-Laubach (Anteil an der Herrschaft Münzenberg), Amt Laubach (des Grafen Solms-Laubach)
- ab 1806: Großherzogtum Hessen (Souveränitätslande),[Anm. 2] Fürstentum Oberhessen, Amt Laubach (des Grafen Solms-Laubach)[11]
- ab 1815: Großherzogtum Hessen (Souveränitätslande), Provinz Oberhessen, Amt Laubach (des Grafen Solms-Laubach)[12]
- ab 1820: Großherzogtum Hessen, Provinz Oberhessen, Amt Laubach[Anm. 3]
- ab 1822: Großherzogtum Hessen, Provinz Oberhessen, Landratsbezirk Hungen[13][Anm. 4]
- ab 1837: Großherzogtum Hessen, Provinz Oberhessen, Kreis Grünberg
- ab 1848: Großherzogtum Hessen, Regierungsbezirk Gießen
- ab 1852: Deutscher Bund, Großherzogtum Hessen, Provinz Oberhessen, Kreis Schotten
- ab 1867: Norddeutscher Bund,[Anm. 5] Großherzogtum Hessen, Provinz Oberhessen, Kreis Schotten
- ab 1871: Deutsches Reich, Großherzogtum Hessen, Provinz Oberhessen, Kreis Schotten
- ab 1918: Deutsches Reich (Weimarer Republik), Volksstaat Hessen, Provinz Oberhessen, Kreis Schotten
- ab 1938: Deutsches Reich, Volksstaat Hessen, Landkreis Gießen[14][Anm. 6]
- ab 1945: Amerikanische Besatzungszone,[Anm. 7] Groß-Hessen, Regierungsbezirk Darmstadt, Landkreis Gießen
- ab 1946: Amerikanische Besatzungszone, Land Hessen, Regierungsbezirk Darmstadt, Landkreis Gießen
- ab 1949: Bundesrepublik Deutschland, Land Hessen, Regierungsbezirk Darmstadt, Landkreis Gießen
- ab 1971: Bundesrepublik Deutschland, Land Hessen, Regierungsbezirk Darmstadt, Landkreis Gießen, Stadt Laubach[Anm. 8]
- ab 1977: Bundesrepublik Deutschland, Land Hessen, Regierungsbezirk Darmstadt, Lahn-Dill-Kreis, Stadt Laubach
- ab 1979: Bundesrepublik Deutschland, Land Hessen, Regierungsbezirk Darmstadt, Landkreis Gießen, Stadt Laubach
- ab 1981: Bundesrepublik Deutschland, Land Hessen, Regierungsbezirk Gießen, Landkreis Gießen, Stadt Laubach

### Gerichtszugehörigkeit seit 1803
In der Landgrafschaft Hessen-Darmstadt wurde mit Ausführungsverordnung vom 9. Dezember 1803 das Gerichtswesen neu organisiert. Für die Provinz Oberhessen wurde das Hofgericht Gießen als Gericht der zweiten Instanz eingerichtet. Die Rechtsprechung der ersten Instanz wurde durch die Ämter bzw. Standesherren vorgenommen und somit war für Ruppertsburg ab 1806 das „Patrimonialgericht der Grafen Solms-Laubach“ in Laubach zuständig.
Das Hofgericht war für normale bürgerliche Streitsachen Gericht der zweiten Instanz, für standesherrliche Familienrechtssachen und Kriminalfälle die erste Instanz. Die zweite Instanz für die Patrimonialgerichte waren die standesherrlichen Justizkanzleien. Übergeordnet war das Oberappellationsgericht Darmstadt.
Mit der Gründung des Großherzogtums Hessen 1806 wurde diese Funktion beibehalten, während die Aufgaben der ersten Instanz 1821–1822 im Rahmen der Trennung von Rechtsprechung und Verwaltung auf die neu geschaffenen Land- bzw. Stadtgerichte übergingen. Ab 1822 ließen die Grafen Solms-Laubach ihre Rechte am Gericht durch das Großherzogtum Hessen in ihrem Namen ausüben. „Landgericht Laubach“ war daher die Bezeichnung für das erstinstanzliche Gericht, das für Ruppertsburg zuständig war. Auch auf sein Recht auf die zweite Instanz, die durch die Justizkanzlei in Hungen ausgeübt wurde, verzichtete der Graf 1823.
Erst infolge der Märzrevolution 1848 wurden mit dem „Gesetz über die Verhältnisse der Standesherren und adeligen Gerichtsherren“ vom 15. April 1848 die standesherrlichen Sonderrechte endgültig aufgehoben.
Anlässlich der Einführung des Gerichtsverfassungsgesetzes mit Wirkung vom 1. Oktober 1879, infolge derer die bisherigen großherzoglich hessischen Landgerichte durch Amtsgerichte an gleicher Stelle ersetzt wurden, während die neu geschaffenen Landgerichte nun als Obergerichte fungierten, kam es zur Umbenennung in „Amtsgericht Laubach“ und Zuteilung zum Bezirk des Landgerichts Gießen.
Am 1. Juli 1968 erfolgte die Auflösung des Amtsgerichts, die Gemeinde Ruppertsburg wurde dem Sprengel des Amtsgerichts Gießen zugelegt.
Die übergeordneten Instanzen sind jetzt das Landgericht Gießen, das Oberlandesgericht Frankfurt am Main sowie der Bundesgerichtshof als letzte Instanz.

## Bevölkerung

### Einwohnerstruktur 2011
Nach den Erhebungen des Zensus 2011 lebten am Stichtag dem 9. Mai 2011 in Ruppertsburg 807 Einwohner. Darunter waren 15 (1,9 %) Ausländer. Nach dem Lebensalter waren 120 Einwohner unter 18 Jahren, 318 zwischen 18 und 49, 198 zwischen 50 und 64 und 168 Einwohner waren älter. Die Einwohner lebten in 342 Haushalten. Davon waren 99 Singlehaushalte, 102 Paare ohne Kinder und 105 Paare mit Kindern, sowie 27 Alleinerziehende und 6 Wohngemeinschaften. In 72 Haushalten lebten ausschließlich Senioren und in 216 Haushaltungen lebten keine Senioren.

### Einwohnerentwicklung
| • 1631: | 60 Untertanen, 9 Witwen |

| Ruppertsburg: Einwohnerzahlen von 1830 bis 2011 | Ruppertsburg: Einwohnerzahlen von 1830 bis 2011 | Ruppertsburg: Einwohnerzahlen von 1830 bis 2011 | Ruppertsburg: Einwohnerzahlen von 1830 bis 2011 | Ruppertsburg: Einwohnerzahlen von 1830 bis 2011 |
| --- | ----------------------------------------------- | ----------------------------------------------- | ----------------------------------------------- | ----------------------------------------------- |
| Jahr |                                                 |                                                 |                                                 | Einwohner                                       |
| 1830 | 1830                                            |                                                 | 570                                             | 570                                             |
| 1834 | 1834                                            |                                                 | 594                                             | 594                                             |
| 1840 | 1840                                            |                                                 | 647                                             | 647                                             |
| 1846 | 1846                                            |                                                 | 667                                             | 667                                             |
| 1852 | 1852                                            |                                                 | 637                                             | 637                                             |
| 1858 | 1858                                            |                                                 | 596                                             | 596                                             |
| 1864 | 1864                                            |                                                 | 583                                             | 583                                             |
| 1871 | 1871                                            |                                                 | 568                                             | 568                                             |
| 1875 | 1875                                            |                                                 | 609                                             | 609                                             |
| 1885 | 1885                                            |                                                 | 623                                             | 623                                             |
| 1895 | 1895                                            |                                                 | 611                                             | 611                                             |
| 1905 | 1905                                            |                                                 | 632                                             | 632                                             |
| 1910 | 1910                                            |                                                 | 660                                             | 660                                             |
| 1925 | 1925                                            |                                                 | 691                                             | 691                                             |
| 1939 | 1939                                            |                                                 | 678                                             | 678                                             |
| 1946 | 1946                                            |                                                 | 1.122                                           | 1.122                                           |
| 1950 | 1950                                            |                                                 | 1.089                                           | 1.089                                           |
| 1956 | 1956                                            |                                                 | 945                                             | 945                                             |
| 1961 | 1961                                            |                                                 | 898                                             | 898                                             |
| 1967 | 1967                                            |                                                 | 934                                             | 934                                             |
| 1980 | 1980                                            |                                                 | ?                                               | ?                                               |
| 1990 | 1990                                            |                                                 | ?                                               | ?                                               |
| 2000 | 2000                                            |                                                 | ?                                               | ?                                               |
| 2011 | 2011                                            |                                                 | 807                                             | 807                                             |
| Datenquelle: Historisches Gemeindeverzeichnis für Hessen: Die Bevölkerung der Gemeinden 1834 bis 1967. Wiesbaden: Hessisches Statistisches Landesamt, 1968. Weitere Quellen: ; Zensus 2011 |                                                 |                                                 |                                                 |                                                 |

### Historische Religionszugehörigkeit
| • 1830: | 541 evangelische, 18 katholische und 11 jüdische Einwohner |
| • 1961: | 748 evangelische, 136 römisch-katholische Einwohner        |

### Historische Erwerbstätigkeit
| • 1961: | Erwerbspersonen: 163 Land- und Forstwirtschaft, 181 Prod. Gewerbe, 34 Handel, Verkehr und Nachrichtenübermittlung, 30 Dienstleistungen und Sonstiges. |

## Politik
Für den Stadtteil Ruppertsburg besteht ein Ortsbezirk (Gebiete der ehemaligen Gemeinde Ruppertsburg) mit Ortsbeirat und Ortsvorsteher nach der Hessischen Gemeindeordnung.
Der Ortsbeirat besteht aus neun Mitgliedern. Bei den Kommunalwahlen in Hessen 2021 wurden nur acht Sitze vergeben und die Wahlbeteiligung zum Ortsbeirat betrug 51,94 %. Dabei wurden gewählt: fünf Mitglieder der CDU und drei Mitglieder der „Freien Wähler“ (FW). Der Ortsbeirat wählte Felix Diehl (FW) zum Ortsvorsteher.

## Vereine
Im Ort gibt es folgende Vereine:
- Heimatkundlicher Geschichts- und Kulturverein Ruppertsburg
- Jagdgenossenschaft Ruppertsburg
- Jugendclub Ruppertsburg
- Landfrauenverein Ruppertsburg
- Ortsverband zur Förderung des Obstbaues, der Garten- u. Landschaftspflege
- Ortsvereine Ruppertsburg
- Reit- und Fahrverein Laubach (Vereinssitz: Ruppertsburg)
- Sängerbund Ruppertsburg
- Schützenverein Ruppertsburg
- Seniorenkreis Ruppertsburg
- Sport-Fischerclub Ruppertsburg
- VdK Ruppertsburg
- VfB Ruppertsburg 1926 e.V